# Du bleibst bei mir
Du bleibst bei mir ist ein Theaterstück des österreichischen Dramatikers Felix Mitterer. Die Uraufführung des Auftragswerkes für das  Wiener Volkstheaters unter der Leitung von Michael Schottenberg fand am 9. September 2011 im Haupthaus des Volkstheaters statt. Es befasst sich mit der Schauspielerin Dorothea Neff, die von 1941 bis 1945 ihre jüdische Freundin Lilli Wolff in ihrer Wiener Wohnung versteckte.

## Inhalt
In der ersten Szene ist Dorothea Neff als Penthesilea im gleichnamigen Stück von Heinrich von Kleist an einem Kölner Theater in der Spielzeit 1935/1936 zu sehen und erhält tosenden Schlussapplaus.
Wien, 1941: Neff, nun gefeierte Darstellerin am Wiener Volkstheater, bekommt Besuch von ihrer Kölner Bekannten, der jüdischen Modeschöpferin, Lilli Wolff. Wolff reist auf Anraten ihres Vaters in die Ostmark, da sie glaubt, die Situation für Juden sei hier besser als im Altreich. Neff nimmt sie in ihrer Wohnung auf, doch die Lage wird zunehmend schwieriger, da beide von Neffs Lebensmittelkarte leben müssen. Wolff meldet sich schließlich auf Empfehlung ihrer Freundin beim Polizeipräsidium und behauptet, ihre Reiseerlaubnis verloren zu haben, sie erhält somit eine eigene Lebensmittelkarte und wird in einer Sammelwohnung untergebracht. Im Spätherbst 1941 wird sie letztlich aufgefordert sich zur Deportation fertig zu machen, spontan beschließt Neff Wolff bei sich zu verstecken („Du bleibst bei mir!“). Die Schauspielerin deponiert eine falsche Suizidnotiz in Wolffs ehemaligem Quartier und die beiden Frauen ziehen zusammen in Neffs Wohnung in der Annagasse 8. Nun müssen sie wieder einmal mit nur einer Lebensmittelkarte auskommen, Neff versucht zusätzlich Lebensmittel am Schwarzmarkt zu lukrieren und besticht regelmäßig auch die Haushälterin Frau Krottensteiner, die etwas zu ahnen scheint.
Zeitweise ziehen auch Wolffs Kölner Freundinnen und ehemalige Partnerinnen ihres Modesalons ein: Martha Driessen, genannt Mati, und Meta Schmitt. Die ständige Angst vor Entdeckung und das Eingesperrt-Sein zerren an Lillis Gesundheit: Sie bekommt Magenprobleme und wird schließlich mit einem Tumor in der Brust unter dem Namen Antonie Schmid (Neffs zweiter Vorname in Kombination mit dem Nachnamen ihres verstorbenen Mannes) ins Allgemeine Krankenhaus eingeliefert. Erwin Ringel, Nachbar, Medizinstudent und späterer Psychiater, unterstützt Neff dabei. Er und Neffs junge Theaterkollegin, Eva Zilcher, sind in das Geheimnis eingeweiht. Die Liebe zwischen Wolff und Neff ist durch die nervenaufreibende Situation schon merklich abgekühlt. Luftangriffe auf Wien, bei denen die beiden in der Wohnung bleiben müssen, lassen ihre gegenseitige Zuneigung weiter schwinden. Neff zieht schließlich mit ihrer neuen Liebe, Zilcher, in die Wohnung von deren Mutter, während Lilli die letzten Kriegstage alleine in der Annagasse verbringt. Als Wien von den Russen eingenommen wird und eine Kompanie auch die jetzige Wohnung von Neff stürmt, nutzt Dorothea Neff geistesgegenwärtig ihre schauspielerischen Fähigkeiten und betet inbrünstig das Sch'ma Israel in Iwrit und bewahrt die anwesenden Frauen somit vor einer Vergewaltigung (Wolff: „Ich wusste nicht, dass du Jüdin bist!“ Neff: „Ich bin Schauspielerin.“)
Die ehemalige Modeschöpferin Wolff migriert schließlich nach Dallas, Texas. Ihre alte Partnerin Martha Driessen kommt später nach und die beiden eröffnen wieder ein Modegeschäft. Doch das erlittene Trauma lässt sich nicht so einfach abschütteln, Wolff wird von Panikattacken und Wahnvorstellungen, die Gestapo könne sie holen kommen, heimgesucht. Dorothea Neff gibt einstweilen Schauspielunterricht und tritt auch selbst weiterhin am Theater auf. Aber ihre ohnehin schon schlechte Sehkraft, nimmt immer mehr ab, bis sie letztlich völlig erblindet. In Verzweiflung wird sie nur von ihrer Lebensgefährtin Zilcher am Selbstmord gehindert, gemeinsam proben die beiden ihre Rollen. 
In der letzten Szene sieht man die blinde Dorothea Neff in der Hauptrolle von Brechts Mutter Courage und ihre Kinder in der Regie von Gustav Manker, eine Aufführung, die legendär ist, da sie erstmals in Österreich gegen den sogenannten Brecht-Boykott verstieß.

## Uraufführung
In der Uraufführung spielte Andrea Eckert, die bei Neff und Zilcher Schauspielunterricht genoss, die Hauptrolle der Dorothea Neff. Lilli Wolff wurde von Martina Stilp verkörpert. In den weiteren Rollen waren Nanette Waidmann als Martha Driessen, Claudia Sabitzer als Meta Schmitt, Annette Isabella Holzmann als Eva Zilcher, Inge Maux als Frau Krottensteiner, Thomas Bauer als SS-Sturmführer, Robert Prinzler als Erwin Ringel und Rainer Frieb als russischer Offizier zu sehen. Michael Sturminger führte Regie, die Musik stammt von Gerald F. Preinfalk.
Die Kritik war geteilt: So urteilte die österreichische Tageszeitung Kurier, vom 10. September 2011, dass das Stück etwas steif und leblos sei und sich kaum ein Handlungsfluss ergebe, dennoch schaffe Mitterer eine beklemmende Situation, die den Zuschauer berühre. Die Darstellung von Eckert wurde als großartig glaubwürdig gelobt, auch das restliche Ensemble konnte überzeugen. Der Standard, vom 11. September 2011, betonte die zurückgehaltene Regie und strich ebenso die Darstellung von Andrea Eckert heraus.